# Jang Sun-woo
Jang Sun-woo (Hangŭl: 장선우 ; Hanja: 張善宇), (Seul, 20 marzo 1952) è un regista e sceneggiatore sudcoreano.

## Biografia
Si laura in antropologia presso l'Università Nazionale di Seul. Diviene poi critico cinematografico e sceneggiatore, e nel 1986 dirige il suo primo film, Seoul Hwangje. Nel 1994, il suo film Hwa-eomgyeong (1993) vince il Premio Alfred Bauer al 44º Festival internazionale del cinema di Berlino.

## Filmografia

### Regie
- 서울 황제 - Seoul Hwangje (1986)
- 성공시대 - Songgong sidae (1988)
- 우묵배미의 사랑 - Woomuk-Baemi ui sarang (1990)
- 경마장 가는 길 - Gyeongmajang ganeun kil (1991)
- Hwa-eomgyeong (화엄경) (1993)
- 너에게 나를 보낸다 - Neoege narul bonaenda (1994)
- Gilwe-eui younghwa - documentario (1995)
- 꽃잎 - Ggotip (1996)
- 나쁜 영화 - Nappun yeonghwa (1997)
- Bugie (거짓말 - Gojitmal) (1999)
- 성냥팔이 소녀의 재림 - Sungnyangpali sonyeoui jaerim (2002)